# Кириак II (патриарх Константинопольский)
Кириак II (ум. 606) — патриарх Константинопольский (595—606), святитель.

## Биография
До своего патриаршества Кириак был священником и экономом при соборе Святой Софии.
В 595 году Кириак был избран на патриаршую кафедру Константинополя.
Кириак имел хорошие отношения с папой Григорием Великим. Последний полагал, что Кириак откажется от титула «Вселенский патриарх», который был введён его предшественником Иоанном IV. Однако надежда Григория не оправдалась, Кириак не отказался от этого титула, из-за чего отношения между Римской и Константинопольской кафедрами обострились.
9 октября 606 года Кириак II скончался. Его похоронили в церкви Святых Апостолов.

## Память
Кириак II почитается греческой церковью в лике святителей. День памяти 27 октября.